# Anax piraticus
Anax piraticus – gatunek ważki z rodziny żagnicowatych (Aeshnidae).